# Zwexies – Die Zwillingshexen
Zwexies – Die Zwillingshexen (Originaltitel: Twitches) ist ein Disney Channel Original Movie aus dem Jahr 2005. Die Filmpremiere auf dem amerikanischen Disney Channel fand am 14. Oktober 2005 statt. Die Erstausstrahlung sahen über 5 Millionen Zuschauer. Die Deutsche Erstausstrahlung war am 24. April 2006. Im Free-TV wurde der Film am 28. Mai 2007 auf ProSieben ausgestrahlt.
Die Geschichte basiert auf dem Buch „Die magischen Hexenzwillinge“ (Original T*Witches).

## Handlung
Die Zwillinge Alex und Camryn werden bei ihrer Geburt getrennt. Ihr Vater sendet sie aus seinem magischen Königreich Coventry auf die Erde, um sie dort vor den bösen Mächten der Dunkelheit zu bewahren. Erst an ihrem 21. Geburtstag finden die Schwestern wieder zueinander und entdecken nach und nach ihre zauberhaften Fähigkeiten. Auf der Suche nach ihrer leiblichen Mutter müssen sie erkennen, dass sie die Einzigen sind, die ihr Königreich vor dem Untergang retten können.

## Synchronisation
| Rolle              | Darsteller         | Dt. Synchronsprecher |
| ------------------ | ------------------ | -------------------- |
| Alexandra Fielding | Tia Mowry          | Maren Rainer         |
| Camryn Barnes      | Tamera Mowry       | Angela Wiederhut     |
| Miranda/Minerva    | Kristen Wilson     | Madeleine Stolze     |
| Thantos            | Patrick Fabian     |                      |
| Ileana             | Jennifer Robertson | Kathrin Gaube        |
| Karsh              | Pat Kelly          | Benedikt Weber       |
| Lucinda Carmelson  | Jessica Greco      | Stephanie Kellner    |
| Beth Fish          | Jackie Rosenbaum   |                      |
| David Barnes       | Arnold Pinnock     | Ole Pfennig          |
| Emily Barnes       | Karen Holness      |                      |
| Nicole             | Jessica Feliz      |                      |
| Aron               | David Ingram       |                      |

## Kritik
„Bescheiden unterhaltsame Fantasy-Komödie mit leidlich entwickeltem Humor.“

## Fortsetzung
Im Jahr 2007 entstand die Fortsetzung Zwexies – Die Zwillingshexen zum Zweiten.